# Mesobuthus zarudnyi
Espèce
Mesobuthus zarudnyi est une espèce de scorpions de la famille des Buthidae.

## Distribution
Cette espèce est endémique d'Azerbaïdjan. Elle se rencontre dans la péninsule d'Abşeron.

## Description
Le mâle holotype mesure 46,92 mm et la femelle paratype 56,80 mm.

## Systématique et taxinomie
Cette espèce a été décrite par Nouvruzov, Kovařík et Fet en 2022.

## Étymologie
Cette espèce est nommée en l'honneur de Nikolaï Zaroudny.

## Publication originale
- Nouvruzov, Kovařík & Fet, 2022 : « Mesobuthus zarudnyi sp. n. from Azerbaijan (Scorpiones: Buthidae). » Euscorpius, no 347, p. 1-9 (texte intégral).